# Кандринська сільська рада
Кандри́нська сільська рада (рос. Кандринский сельский совет) — муніципальне утворення у складі Туймазинського району Башкортостану, Росія. Адміністративний центр — село Кандри.
Станом на 2002 рік існували Кандринська селищна рада (смт Кандри) та Старокандринська сільська рада (села Єрмухаметово, Кандри-Кутуй, Старі Кандри, селища Каран-Єлга, Откормсовхоза, Роз'їзда Каран-Єлга, Совхоза імені «1 Мая», присілок Александровка).

## Населення
Населення — 12709 осіб (2019, 13599 у 2010, 15032 у 2002).

## Склад
До складу поселення входять такі населені пункти:
| Населений пункт            | Населення, осіб (2002) | Населення, осіб (2010) |
| -------------------------- | ---------------------- | ---------------------- |
| Александровка, присілок    | 64                     | 62                     |
| Єрмухаметово, село         | 709                    | 651                    |
| Кандри, село               | 12077                  | 10885                  |
| Кандри-Кутуй, село         | 704                    | 651                    |
| Каран-Єлга, присілок       | 10                     | 9                      |
| Нижня Каран-Єлга, присілок | 25                     | 19                     |
| Нур, присілок              | 44                     | 31                     |
| Первомайське, село         | 1069                   | 983                    |
| Старі Кандри, село         | 330                    | 308                    |